# Aleta (mecánica de fluidos)
Se denomina aleta en Mecánica de fluidos a objeto sólido con una forma tal que, cuando se coloca en un fluido en movimiento en un ángulo de ataque adecuado, la elevación (fuerza generada perpendicular al flujo del fluido) es sustancialmente mayor que el arrastre (fuerza generada paralela al flujo del fluido). Si el fluido es un gas, el perfil aerodinámico se denomina perfil aerodinámico, y si el fluido es agua el perfil aerodinámico se denomina hidroaleta o hidroala

## Física de los alabes

Líneas de corriente alrededor de un perfil aerodinámico NACA 0012 con un ángulo de ataque moderado

Un alabe genera sustentación principalmente debido a su forma y ángulo de ataque. Cuando se orienta en un ángulo adecuado, el perfil aerodinámico desvía el fluido que se aproxima, lo que genera una fuerza sobre el perfil aerodinámico en la dirección opuesta a la desviación. Esta fuerza puede resolverse en dos componentes: sustentación y arrastre. Este «giro» del fluido en las proximidades del perfil aerodinámico crea líneas de corriente curvas que dan como resultado una presión más baja en un lado y una presión más alta en el otro. Esta diferencia de presión va acompañada de una diferencia de velocidad, a través del principio de Bernoulli, por lo que para las láminas que generan sustentación, el campo de flujo resultante alrededor de la lámina tiene una velocidad media más alta en una superficie que en la otra.

## Consideraciones básicas de diseño
El tipo más simple de lámina es una placa plana. Cuando se coloca en ángulo (el ángulo de ataque) con respecto al flujo, la placa desviará el fluido que pasa por encima y por debajo de ella, y esta deflexión dará lugar a una fuerza de sustentación en la placa. Sin embargo, aunque genera sustentación, también genera una gran cantidad de resistencia.
Dado que incluso una placa plana puede generar sustentación, un factor importante en el diseño de láminas es la minimización de la resistencia. Un ejemplo de esto es el timón de un barco o avión. Al diseñar un timón, un factor clave es la minimización de la resistencia en su posición neutra, que se equilibra con la necesidad de producir suficiente sustentación para girar la embarcación a una velocidad razonable.

Otros tipos de láminas, tanto naturales como artificiales, que se ven tanto en el aire como en el agua, tienen características que retrasan o controlan la aparición de resistencia inducida, separación de flujo, y pérdida (véase Vuelo de las aves, Aleta, Perfil aerodinámico, Escama de pez, Tuberculo, Generador de vórtices, Canard (acoplado), Flap soplado, Ranura del borde de ataque, Listones del borde de ataque), así como Vórtices de punta de ala (véase Winglet).

## Capacidad de sustentación en aire y agua
El peso que puede levantar una lámina es proporcional a su coeficiente de sustentación, la densidad del fluido, el área de la lámina y su velocidad al cuadrado. A continuación se muestra la capacidad de sustentación de una placa plana con una distancia de 10 metros y un área de 10 metros cuadrados que se mueve a una velocidad de 10 m/s a diferentes altitudes y profundidades de agua. Utiliza la sustentación a una altitud de 11 km como referencia para mostrar cómo aumenta la sustentación al disminuir la altitud (aumentando la densidad del aire). También muestra la influencia del efecto suelo y, a continuación, el efecto del aumento de la densidad al pasar del aire al agua. 
```
altura 11 km: elevación 1,0 (valor de referencia para la comparación)
       5 m                       3.4
 en efecto suelo                 4.1
superficie del agua - planeo     1,280
sumergido                        1,420
profundidad  5 m                 2,840
            10 km                2,860
```